# J.F. Willumsen (dokumentarfilm)
J.F. Willumsen er en dansk portrætfilm fra 1951 instrueret af Jørgen Roos efter eget manuskript.

## Handling
J.F. Willumsens hovedværker i grafik og maleri gennemgås. Et særligt afsnit er viet det store relief Et digt om menneskelivet. Optagelser af Willumsen på Charlottenborg i 1948 og i Cannes i 1949 indgår som et led i filmen, idet hans replikker er kædet ind i speakerkommentaren.